# Manilkara samoensis
Manilkara samoensis là một loài thực vật có hoa trong họ Hồng xiêm. Loài này được H.J.Lam & B.Meeuse mô tả khoa học đầu tiên năm 1941.